# Kelly Rohrbach
Kelly Rohrbach est une actrice et mannequin américaine née le 21 janvier 1990 à New York.

## Biographie

### Jeunesse
Kelly Rohrbach naît le 21 janvier 1990 à New York, mais grandit à Greenwich dans le Connecticut. Elle est diplômée de la Greenwich Academy (en). Elle joue au golf à Greenwich et fait des études de sport à la Georgetown University jusqu'à l'obtention de son diplôme en 2012. Elle prend des cours de théâtre à la London Academy of Music and Dramatic Art.

### Carrière
En 2015, elle pose pour le magazine Sports Illustrated Swimsuit Issue et est élue « recrue de l'année » par les lecteurs. La même année, elle tourne une vidéo avec Bella Hadid et Stella Maxwell pour le calendrier de l'avent du magazine LOVE. En juillet 2016, elle fait la couverture de l'édition britannique du magazine GQ.
En 2017, elle incarne C. J. Parker dans le film Baywatch : Alerte à Malibu, qui est l'adaptation au cinéma de la série télévisée Alerte à Malibu. Elle reprend le rôle qui était auparavant tenu par Pamela Anderson,,,.

## Vie privée
En 2016, Kelly Rohrbach a une brève relation avec l'acteur Leonardo DiCaprio.
En 2019, elle épouse Steuart Walton, héritier de l'entreprise américaine Walmart et fils de Jim Walton.

## Filmographie

### Cinéma
- 2012 : Wilt de Grant Lancaster et Nick Snow : Beatrice
- 2015 : My Last Film de Zia Anger : Ashley (court-métrage)
- 2016 : Café Society de Woody Allen (non créditée)
- 2017 : Baywatch : Alerte à Malibu (Baywatch) de Seth Gordon : C.J Parker
- 2019 : Un jour de pluie à New York (A Rainy Day in New York) de Woody Allen : Terry

### Télévision
- 2013 : The New Normal : Amber
- 2013 : Mon oncle Charlie : Amber
- 2013-2015 : The Pet Squad Files : Jayne Duncan
- 2013-2014 : Rizzoli and Isles : Officier Charlotte Hansen
- 2014 : Rush : Young Hottie
- 2014 : Love Is Relative de Dan Mazer : Emily (téléfilm)
- 2015 : RIP : Fauchés et sans repos : Beth
- 2016 : Broad City : Alice Akermann
- 2021 : Yellowstone : Cassidy Reid